# Higher (Michael Bublé-album)
Higher er det elvte studiealbum fra den canadisk-italiensk musiker Michael Bublé, og hans niende album fra et stort pladeselskab. Det blev udgivet den 25. marts 2022 via Reprise Records. Albummet inkluderede arrangementer af Paul McCartneys ballade "My Valentine", produceret af McCartney selv, og Sam Cookes "Bring It On Home to Me" samt et samarbejde med Willie Nelson i en coverversion af Nelsons egen sang "Crazy".

## Spor
| Higher - Standard edition | Higher - Standard edition                   | Higher - Standard edition | Higher - Standard edition | Higher - Standard edition | Higher - Standard edition | Higher - Standard edition | Higher - Standard edition | Higher - Standard edition | Higher - Standard edition |
| #                         | Titel                                       | Producer(s)               | Længde                    |                           |                           |                           |                           |                           |                           |
| ------------------------- | ------------------------------------------- | ------------------------- | ------------------------- | ------------------------- | ------------------------- | ------------------------- | ------------------------- | ------------------------- | ------------------------- |
| 1.                        | "I'll Never Not Love You"                   | Greg Wells                | 3:38                      |                           |                           |                           |                           |                           |                           |
| 2.                        | "My Valentine"                              | McCartney                 | 3:28                      |                           |                           |                           |                           |                           |                           |
| 3.                        | "A Nightingale Sang in Berkeley Square"     | Wells                     | 3:05                      |                           |                           |                           |                           |                           |                           |
| 4.                        | "Make You Feel My Love"                     | Bob Rock                  | 3:17                      |                           |                           |                           |                           |                           |                           |
| 5.                        | "Baby I'll Wait"                            | Wells                     | 2:23                      |                           |                           |                           |                           |                           |                           |
| 6.                        | "Higher"                                    | Wells                     | 3:05                      |                           |                           |                           |                           |                           |                           |
| 7.                        | "Crazy" (with Willie Nelson)                | Rock                      | 4:54                      |                           |                           |                           |                           |                           |                           |
| 8.                        | "Bring It On Home to Me"                    | Rock                      | 4:35                      |                           |                           |                           |                           |                           |                           |
| 9.                        | "Don't Get Around Much Anymore"             | Jason "Spicy G" Goldman   | 3:23                      |                           |                           |                           |                           |                           |                           |
| 10.                       | "Mother"                                    | Wells                     | 3:57                      |                           |                           |                           |                           |                           |                           |
| 11.                       | "Don't Take Your Love from Me"              | Wells                     | 3:56                      |                           |                           |                           |                           |                           |                           |
| 12.                       | "You're the First, the Last, My Everything" | Wells                     | 3:45                      |                           |                           |                           |                           |                           |                           |
| 13.                       | "Smile"                                     | Alan Chang                | 3:47                      |                           |                           |                           |                           |                           |                           |
| 47:13                     |                                             |                           |                           |                           |                           |                           |                           |                           |                           |

| Nr. | Titel | Længde |
| --- | ----- | ------ |

## Hitlister
| Hitliste (2022)                | Højeste placering |
| ------------------------------ | ----------------- |
| Australien (ARIA)              | 2                 |
| Østrig (Ö3 Austria)            | 5                 |
| Belgien (Ultratop Flanderen)   | 8                 |
| Belgien (Ultratop Vallonien)   | 16                |
| Canadiske Albummer (Billboard) | 3                 |
| Holland (Album Top 100)        | 11                |
| Frankrig (SNEP)                | 113               |
| Tyskland (Offizielle Top 100)  | 7                 |
| Ungarn (MAHASZ)                | 1                 |
| 4                              |                   |
| Italien (FIMI)                 | 43                |
| New Zealand (RIANZ)            | 2                 |
| Polen (ZPAV)                   | 12                |
| Portugal (AFP)                 | 3                 |
| Skotland (OCC)                 |                   |
| Spanish Albums (PROMUSICAE)    | 4                 |
| Schweiz (Schweizer Hitparade)  | 9                 |
| Storbritannien (OCC)           | 1                 |
| US Billboard 200               | 12                |